# Porto Recanati
Porto Recanati é uma comuna italiana da região das Marcas, província de Macerata, com cerca de 12.397  habitante (31/12/2019)s. Estende-se por uma área de 17 km², tendo uma densidade populacional de 557 hab/km². Faz fronteira com Castelfidardo (AN), Loreto (AN), Numana (AN), Potenza Picena, Recanati.

## Demografia
| Variação demográfica do município entre 1861 e 2011                               |
|                                                                                   |
| Fonte: Istituto Nazionale di Statistica (ISTAT) - Elaboração gráfica da Wikipedia |